# 深沢友彦
深沢 友彦（ふかざわ ともひこ、1880年（明治13年）7月20日 - 1970年（昭和45年）8月27日）は、日本陸軍の軍人。最終階級は陸軍中将。第10代八王子市長を務めた。

## 略歴
細川家の家臣である深澤家の長男として熊本県熊本区藪内町（現熊本市中央区上通町）に生まれる。熊本県立済々黌中学校を卒業後、1900年（明治33年）に陸軍士官学校（12期）卒業。1901年（明治34年）6月25日、陸軍歩兵少尉に任官。シベリア出兵では1924年（大正13年）10月にサガレン州派遣軍歩兵第一大隊長となる。
その後、熊本陸軍幼年学校長、熊本陸軍教導学校長、歩兵第45連隊長などを経て、1930年（昭和5年）12月、陸軍少将に進み歩兵第33旅団長に就任。第3師団司令部附、陸軍戸山学校長などを経て1934年（昭和9年）12月、陸軍中将に昇進。翌年8月28日予備役となり、9月26日正四位に叙せられる。1937年（昭和12年）から1939年（昭和14年）まで留守第10師団長。召集解除後は熊本に帰郷する。1940年（昭和15年）4月29日、勲一等旭日大綬章を受章。
1942年（昭和17年）3月に関谷源兵衛が市長を退任後、後任を模索するが当時の流れや軍都として発展させ八王子の地位向上を図ろうと軍人の市長就任を目指し香椎浩平中将が候補として挙がるが失敗。同年8月に谷寿夫中将を推薦するも本人が辞退している。その後、人選を一任された牛島貞雄によって深沢が推薦され、同年9月1日に第10代八王子市長に就任する。行政は素人であったため元八王子警察署長井熊順次郎が助役に就任し実務を取り仕切った。特に目立った実績もなく1945年（昭和20年）8月2日に起きた八王子空襲の視察を行わなかったことから市民の不満が高まり9月12日に市長を辞任した。
辞任後は公職追放となり、熊本に帰郷、郷友会会長などを歴任したほか加藤神社の遷宮にも関わった。1970年（昭和45年）8月27日死去。

## 栄典
- 1901年（明治34年）10月10日 - 正八位[5]
- 1910年（明治43年）9月30日 - 従六位[6]